# Jules Roy
Jules Roy (Rovigo (actual Bougara), Argélia, 22 de Outubro de 1907 – Vézelay, 15 de Junho de 2000) foi um escritor e militar francês. 
Pied-noir, estudou no seminário, foi oficial nos Atiradores Argelinos, no Norte de África, e passou à Força Aérea, em França, antes da guerra. Depois do desembarque dos Aliados no Norte de África, parte para a Grã-Bretanha onde combate no Exército francês de Libertação, como comandante de bordo no grupo de bombardeamento Guyenne. Em 1946 é laureado com o Prémio Renaudot, pela sua obra La Vallée heureuse. Em 1953 rompe com o exército, em protesto contra a Guerra da Indochina, e vira-se então totalmente para a literatura. 
Em 1978, Jules Roy instala-se em Vézelay, onde passará os últimos vinte anos da sua vida a escrever. Depois da sua morte, a sua casa tornou-se num centro literário onde se organizam saraus literários e exposições.

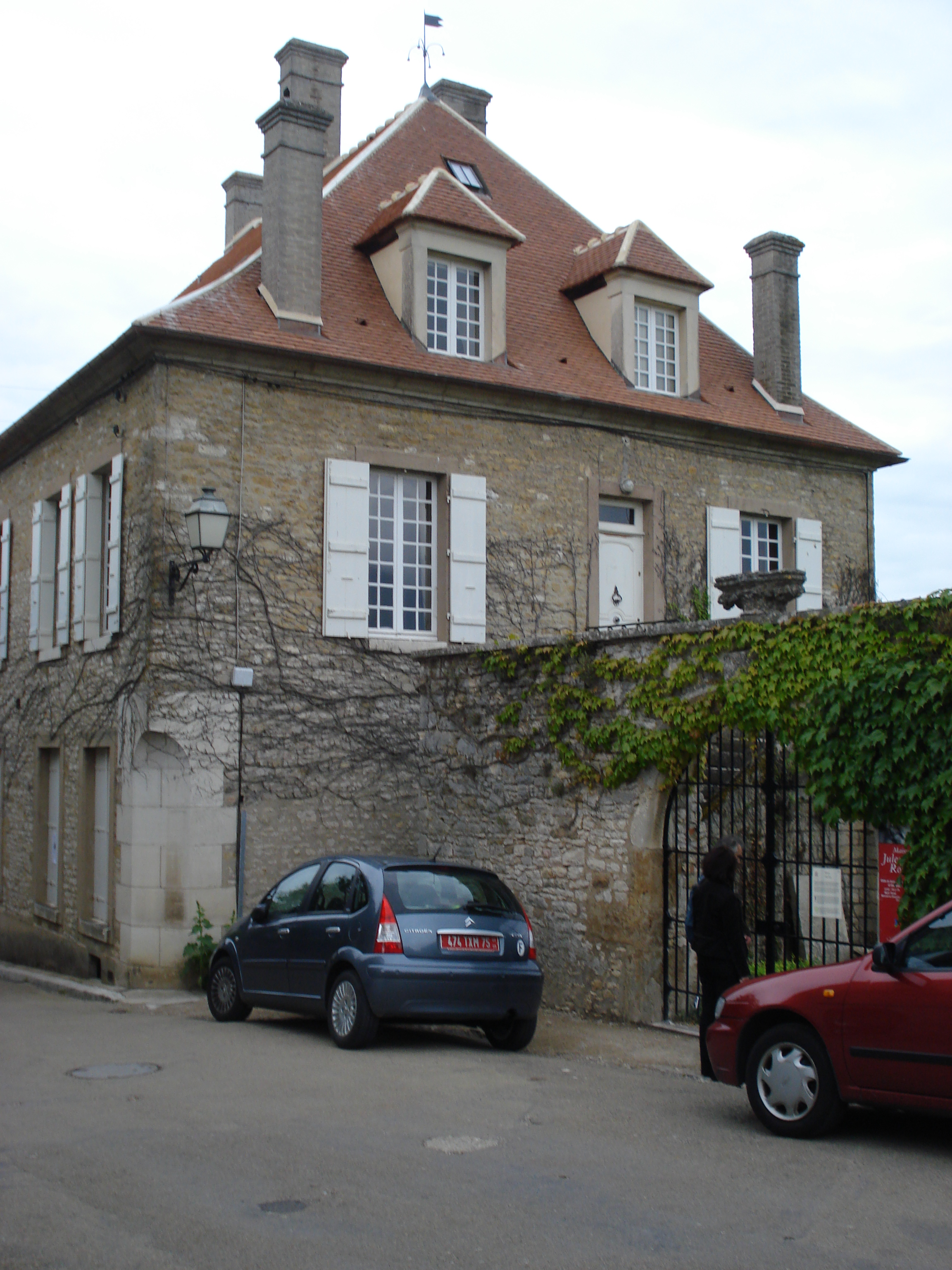
Casa de Jules Roy, em Vézelay

## Prémios literários
- Prémio Renaudot em 1946 por La Vallée heureuse
- Grande Prémio literário do Mónaco em 1957
- Grande Prémio de literatura da Academia Francesa em 1958
- Grande Prémio nacional das Letras em 1969
- Prémio da Cidade de Paris em 1975

## Obras
Romances
- Le tonnerre et les anges, Grasset, 1975.
- Le Désert de Retz, Grasset, 1978.
- Les Chevaux du soleil, Grasset, 1980, 6 vols.; edição em 1 volume, Omnibus, 1995.
- La Saison des Za, Grasset, 1982.

Narrativas
- Ciel et terre, Alger, Charlot, 1943 (esgotado).
- La Vallée heureuse, Charlot, 1946, com um prefácio de Pierre Jean Jouve; Gallimard, 1948; Julliard, 1960; Edição J'ai Lu, Leur aventure N°A161; Albin Michel, 1989.
- Le Métier des armes, Gallimard, 1948; Julliard, 1960.
- Retour de l'enfer, Gallimard, 1951; Julliard, 1960.
- Le Navigateur, Gallimard, 1954; Julliard, 1960.
- La Femme infidèle, Gallimard, 1955; Julliard, 1960.
- Les Flammes de l'été, Gallimard, 1956; Julliard, 1960; Albin Michel, 1993.
- Les Belles Croisades, Gallimard, 1959; Julliard, 1960.
- La Guerre d'Algérie, Julliard, 1960; Christian Bourgois, 1994.
- La Bataille de Dien Bien Phu, Julliard, 1963; Albin Michel, 1989.
- Le Voyage en Chine, Julliard, 1965.
- La Mort de Mao, Christian Bourgois, 1969; Albin Michel, 1991.
- L'Amour fauve, Grasset, 1971.
- Danse du ventre au-dessus des canons, Flammarion, 1976.
- Pour le lieutenant Karl, Christian Bourgois, 1977.
- Pour un chien, Grasset, 1979.
- Une affaire d'honneur, Plon, 1983.
- Beyrouth viva la muerte, Grasset, 1984.
- Guynemer, l'ange de la mort, Albin Michel, 1986.
- Mémoires barbares, Albin Michel, 1989.
- Amours barbares, Albin Michel, 1993.
- Un après-guerre amoureux, Albin Michel, 1995.
- Adieu ma mère, adieu mon cœur, Albin Michel, 1996.
- Journal, t. 1, Les années déchirement, 1925-1965, Albin Michel, 1997.
- Journal, t. 2, Les années cavalières, 1966-1985, Albin Michel, 1998.
- Journal, t. 3, Les années de braise, 1986-1996, Albin Michel, 1999.
- Lettre à Dieu, Albin Michel, 2001.

Ensaios
- Comme un mauvais ange, Charlot, 1946; Gallimard, 1960.
- L'Homme à l'épée, Gallimard, 1957; Julliard, 1960.
- Autour du drame, Julliard, 1961.
- Passion et mort de Saint-Exupéry, Gallimard, 1951; Julliard, 1960; La Manufacture, 1987.
- Le Grand Naufrage, Julliard, 1966; Albin Michel, 1995.
- Turnau, Sienne, 1976 (fora do comércio).
- Éloge de Max-Pol Fouchet, Actes Sud, 1980.
- Étranger pour mes frères, Stock, 1982.
- Citoyen Bolis, tambour de village, Avallon, Voillot,1989.
- Vézelay ou l'Amour fou, Albin Michel, 1990.
- Rostropovitch, Gainsbourg et Dieu, Albin Michel, 1991.

Poemas
- Trois Pières pour des pilotes, Alger, Charlot, 1942.
- Chants et prières pour des pilotes, Charlot, 1943 ; Gallimard, 1948 ; Julliard, 1960.
- Sept Poèmes de ténèbres, Paris, 1957 (fora do comércio).
- Prière à Mademoiselle Sainte-Madeleine, Charlot, 1984 ; Bleu du Ciel, Vézelay, 1986.
- Chant d'amour pour Marseille, Jeanne Laffitte, 1988.
- Cinq Poèmes, Avallon, Voillot,1991.
- La nuit tombe, debout camarades !, Gérard Oberlé, 1991.
- Poèmes et prières des années de guerre (1939-1945), Actes Sud, 2001.

Teatro
- Beau Sang, Gallimard, 1952; Julliard, 1960.
- Les Cyclones, Gallimard, 1953; Julliard, 1960.
- Le Fleuve rouge, Gallimard, 1957; Julliard, 1960.
- La Rue des Zouaves seguido de Sa Majesté Monsieur Constantin, Julliard, 1970.
- Lieutenant Karl, televisão (Michel Wyn), INA, 1977.
- Mort au champ d'honneur, Albin Michel, 1995.

Panfleto
- J'accuse le général Massu, Seuil, 1972.

Conto
- L'Œil de loup du roi de Pharan, Sétif, 1945 (fora do comércio).

Com Jean Amrouche
- D'une amitié. Correspondance (1937-1962), Édisud, 1985.